# ادویگ فان هویدونک
ادویگ فان هویدونک (اسپانیایی: Edwig Van Hooydonck‎؛ زادهٔ ۴ اوت ۱۹۶۶) دوچرخه‌سوار اهل بلژیک است.